# NGC 2971
NGC 2971 est une galaxie spirale barrée située dans la constellation du Petit Lion. NGC 2971 a été découverte par l'astronome français Édouard Stephan en 1884.

## Caractéristiques
Sa vitesse par rapport au fond diffus cosmologique est de 7 024 ± 18 km/s, ce qui correspond à une distance de Hubble de 103,6 ± 7,3 Mpc (∼338 millions d'al).
La classe de luminosité de NGC 2971 est II.
Selon la base de données Simbad, NGC 2971 est une galaxie LINER, c'est-à-dire une galaxie dont le noyau présente un spectre d'émission caractérisé par de larges raies d'atomes faiblement ionisés.